# Eddyville (Kentucky)
Eddyville – miasto w Stanach Zjednoczonych, w stanie Kentucky, siedziba administracyjna hrabstwa Lyon.